# Guerra de las Galias
La guerra de las Galias fue un conflicto militar librado entre el procónsul romano Julio César y las tribus galas entre el año 58 a. C. y 51 a. C. En el curso de esa guerra la República romana sometió a la Galia, un extenso territorio que llegaba desde el Mediterráneo hasta el canal de la Mancha. Los romanos también realizaron incursiones a Britania y Germania, pero estas expediciones no llegaron a transformarse en invasiones a gran escala. La guerra de las Galias culminó con la batalla de Alesia en 52 a. C., donde los romanos pusieron fin a la resistencia organizada de los galos. Esta decisiva victoria romana supuso la expansión de la República romana sobre todo el territorio galo. Las tropas empleadas durante esta campaña conformaron el ejército con el que el general marchó después sobre la capital de la República.
Pese a que César justificó esta invasión como una acción defensiva preventiva, la mayoría de los historiadores coinciden en que el principal motivo de la campaña fue potenciar la carrera política del general y cancelar sus grandes deudas. No obstante, nadie puede obviar la importancia militar de este territorio para los romanos, quienes habían sufrido varios ataques por parte de tribus bárbaras provenientes tanto de la Galia como del norte de esa tierra. La conquista de estos territorios permitió a Roma asegurar la frontera natural del río Rin.
Esta campaña militar es descrita extensamente por el propio Julio César en su obra Comentarios a la guerra de las Galias, fuente histórica de mayor importancia acerca de esta campaña y obra más importante —conservada— del general. El libro es considerado como una  obra maestra de propaganda política, puesto que César estaba sumamente interesado en influir a sus lectores en Roma.
Según Plutarco, los resultados de la guerra fueron 800 ciudades conquistadas, 300 tribus sometidas, un tributo de más de 40 millones de sestercios para César, un millón de prisioneros vendidos como esclavos y otros tres millones muertos en batalla (se estima que la población gala era de unos 12 a 15 millones de habitantes antes de la guerra).

## Contexto político
En el año 58 a. C., Julio César terminó su consulado en Roma. El excónsul estaba muy endeudado desde su edilidad, sin embargo, siendo miembro del Primer Triunvirato (la alianza política compuesta por él mismo, Marco Licinio Craso y Pompeyo) se había procurado el gobierno de dos provincias: Galia Cisalpina e Ilírico. Cuando Quinto Cecilio Metelo Céler, gobernador de Galia Transalpina, murió de forma inesperada, César fue nombrado también gobernador de esta provincia. Mediante votación, llevada a cabo en el Senado, se dictaminó que César gobernara sobre estos territorios durante el sorprendente periodo de un lustro.
Inicialmente, César contaba con cuatro legiones veteranas bajo su mando directo: Legio VII, Legio VIII, Legio IX Hispana y Legio X. César conocía personalmente a la mayoría (tal vez a todas) esas legiones, puesto que había sido gobernador de Hispania Ulterior en 61 a. C. y junto a ellas había efectuado una exitosa campaña contra los lusitanos. Entre sus legados se encontraban su primo Lucio Julio César y Marco Antonio, Tito Labieno, Décimo Junio Bruto Albino, Cayo Trebonio, Aulo Hircio y Quinto Tulio Cicerón (hermano menor de Marco Tulio Cicerón). Además, César tenía la autoridad legal para reclutar más legiones y tropas auxiliares si así lo creía conveniente.
Probablemente, la ambición de César era realizar una campaña que lo encumbrara y aliviara su situación económica, pero es discutible que hubiera elegido a los galos como objetivo inicial. Lo más probable es que César estuviese planeando una campaña contra el reino de Dacia, en los Balcanes.
Por otra parte, las tribus galas eran civilizadas, ricas y se hallaban completamente divididas. Muchas de ellas comerciaban con mercaderes romanos y habían sido ya influidas por la cultura romana. Algunas incluso habían cambiado sus sistemas políticos, abandonando la monarquía tribal para instalar repúblicas inspiradas en la romana.
Los romanos respetaban y temían a los galos y las tribus germánicas. Hacía apenas 45 años, en el año 109 a. C., que Italia había sido invadida por una gran migración germana y rescatada tras varias sangrientas y costosas batallas lideradas por el general Cayo Mario. Hacía poco tiempo, la tribu germánica de los suevos había migrado al territorio de Galia encabezada por su líder, Ariovisto. Parecía que las tribus habían vuelto a ponerse en movimiento, y eso amenazaba de nuevo la existencia de la República.

## El transcurso de la campaña

### Guerra contra los helvecios

#### Migración helvecia

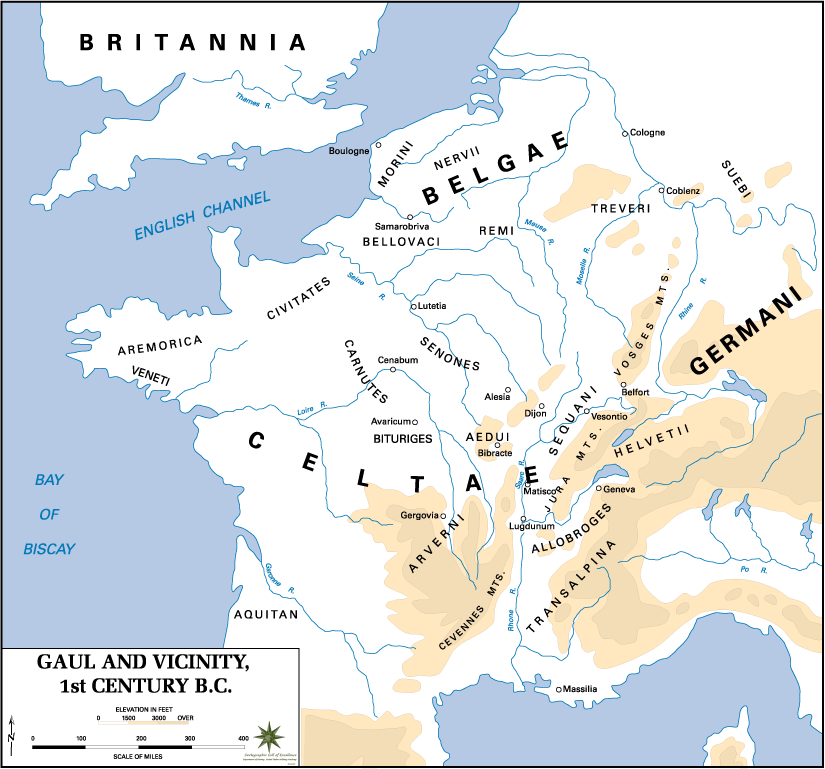
Un mapa de Galia en el donde puede verse la posición relativa de los helvecios y los sécuanos.

En el año 61 a. C., instigados por Orgétorix, los helvecios comenzaron a planificar y organizar una migración masiva. Los líderes de los helvecios no estaban satisfechos con la extensión de su territorio, cercados por las tribus germánicas, los sécuanos celtas y los romanos de la Galia Narbonense. En materia diplomática, Orgétorix negoció con los sécuanos y los heduos, y estableció también contactos personales y una alianza con Cástico y Dúmnorix, llegando incluso a casarse con la hija del último. César acusó a los tres hombres de ansiar ser coronados reyes. Durante tres años, los helvecios se prepararon para la guerra, trazando planes y enviando emisarios a varias tribus galas para procurarse salvoconductos y alianzas.
En 58 a. C. la tribu de Orgétorix se dio cuenta de su ambición y juzgaron a su líder. Aunque consiguió escapar, acabó muriendo y se sospechó que incluso pudo haberse suicidado. No obstante, todo este asunto no evitó que los helvecios continuaran adelante con sus planes. Debido a sus luchas constantes y distancia, los helvecios eran una tribu guerrera y su gran número de habitantes representaba una gran amenaza para cualquiera que se les opusiera. Cuando se pusieron en marcha, el 28 de marzo según los datos que aporta César, incendiaron todos sus pueblos y villas para eliminar cualquier tentativa de retirada. También se unieron a ellos otras tribus vecinas: los ráuracos, los tulingos, los latobicos y los boyos. Ante ellos, había dos rutas posibles: la primera era a través del peligroso y complicado Pas de l'Ecluse, ubicado entre la cordillera de Jura y el río Ródano; la segunda, que era mucho más simple, los llevaría al pueblo de Ginebra, donde el lago Lemán desemboca en el Ródano y un puente permitía el cruce del río. Estas tierras pertenecían a los alóbroges, una tribu que había sido sometida por Roma y, por lo tanto cuyo territorio se encontraba bajo la esfera de influencia de la República romana.

#### En el lago Lemán
Por entonces, César se hallaba en Roma. Había quedado una única legión en la Galia Transalpina y se encontraba en peligro. Al ser informado de estos acontecimientos, inmediatamente apresuró su marcha hacia Ginebra y, además de ordenar la leva de varias tropas auxiliares, ordenó la destrucción del puente. Los helvecios enviaron una embajada bajo el mando de Nameyo y Veruclecio para negociar el paso de su pueblo por su territorio, prometiendo no provocar ningún daño. César estancó las negociaciones, tratando de ganar tiempo para que sus tropas fortificaran sus posiciones al otro lado del río mediante una muralla de casi cinco metros de alto y una zanja que corría paralela a ella.

Mapa de la guerra de las Galias.

Cuando la embajada regresó, César rechazó de manera oficial su petición y les advirtió que cualquier intento de cruzar el río por la fuerza sería contrarrestado. Se rechazaron inmediatamente varios intentos. Los helvecios regresaron sobre sus pasos e iniciaron negociaciones con los sécuanos para que los dejasen pasar pacíficamente. Tras dejar a su única legión bajo la dirección de su segundo al mando, Tito Labieno, César se dirigió rápidamente hacia Galia Cisalpina. Allí asumió el mando de las tres legiones situadas en Aquileya y reclutó otras dos nuevas legiones, la Legio XI y la Legio XII. Al frente de estas cinco legiones, César cruzó los Alpes por el camino más corto, atravesando territorios hostiles y enfrentándose a su paso a varias tribus.

#### Persecución a los helvecios
Mientras tanto, los helvecios ya habían cruzado el territorio de los sécuanos y saqueaban las tierras de los heduos, ambarros y alóbroges. Estas tribus, incapaces de enfrentarse a ellos, solicitaron ayuda a César como aliadas de Roma. César accedió y sorprendió a los helvecios cuando atravesaban el río Arar (el actual río Saona). Tres cuartas partes de los helvecios ya habían cruzado, pero el otro cuarto, los tigurinos (uno de los clanes helvecios), permanecía en la orilla oriental. Tres legiones bajo el mando de César emboscaron y derrotaron a los tigurinos en la batalla del Arar, causándoles grandes pérdidas. Los tigurinos supervivientes huyeron al bosque cercano.
Tras la batalla, los romanos construyeron un puente sobre el Arar para perseguir a los demás helvecios. Estos enviaron una embajada liderada por Divicón, pero las negociaciones fracasaron. Los romanos mantuvieron su persecución durante quince días hasta que tuvieron problemas de suministros. Aparentemente, Dúmnorix estaba haciendo todo lo posible por retrasar la llegada de estos suministros, por lo que los romanos abandonaron la persecución y se dirigieron hacia la fortaleza hedua de Bibracte. La suerte había cambiado y los helvecios comenzaron a perseguir a los romanos, hostigando a su retaguardia. César escogió una colina cercana para plantar batalla y las legiones romanas se detuvieron para enfrentarse a sus enemigos.
En la batalla de Bibracte las legiones aplastaron a sus oponentes y los helvecios, derrotados, ofrecieron su rendición, a lo que César accedió. Sin embargo, 6000 hombres del clan helvecio de los verbigenos huyeron para evitar ser capturados. Bajo órdenes de César, otras tribus galas capturaron y trajeron a los fugitivos, que fueron ejecutados. Los que se habían rendido recibieron la orden de regresar a sus tierras para reconstruirlas y organizar la provisión de suministros para alimentar a las legiones, puesto que eran un recurso muy útil como tapón entre los romanos y otras tribus del norte como para permitir que migrasen a otra parte. En el campamento helvecio capturado se encontró un censo escrito en griego: de un total de 368 000 helvecios, de los cuales 92 000 eran hombres sin discapacidades, solamente 110 000 sobrevivieron para regresar a sus hogares.

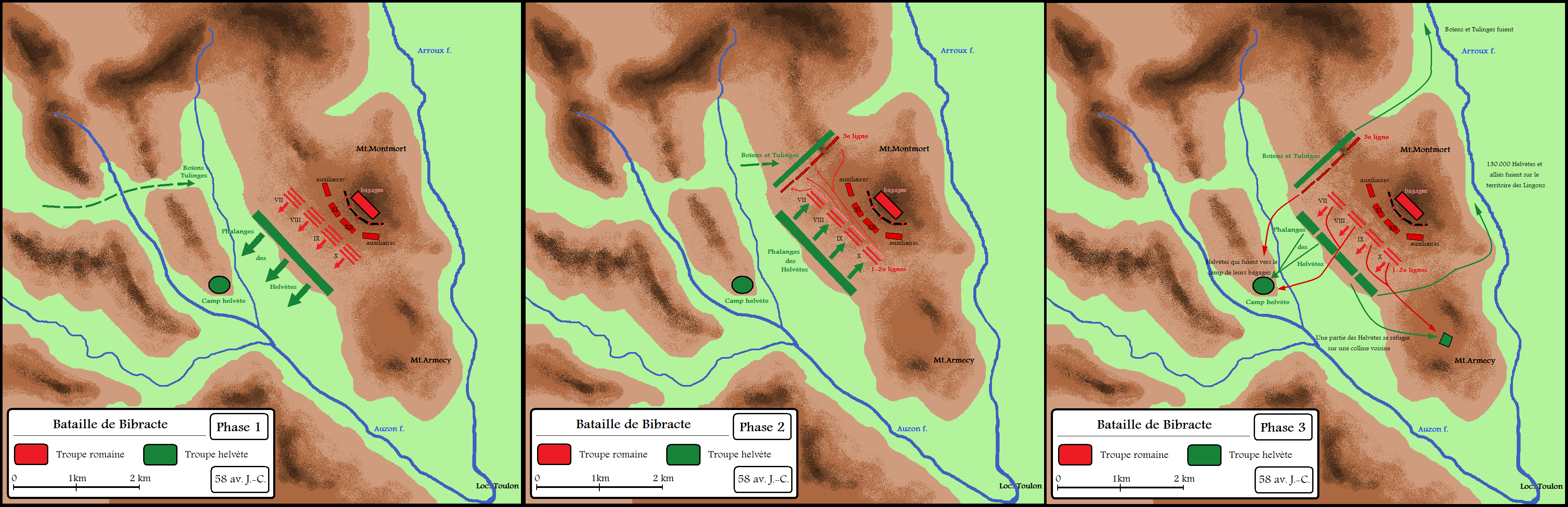
Mapa de la batalla de Bibracte.

### La guerra contra los suevos

#### Llegada de los suevos
Tras la victoriosa campaña, varios aristócratas galos de casi todas las tribus acudieron a felicitar a César por su victoria. Reunidos en un consejo galo para discutir ciertas cuestiones, invitaron a César a acudir.
En esta reunión los delegados se quejaron de que, debido a las luchas entre los heduos y los arvernos, estos últimos habían contratado a un gran número de mercenarios germánicos. Los mercenarios, liderados por Ariovisto, rey de los suevos, habían traicionado a los arvernos y tomado como rehenes a varios de los hijos de los aristócratas galos. Además, habían ganado distintas batallas y recibido muchos refuerzos, con lo que la situación estaba descontrolándose.

#### Las negociaciones
Entonces, César mandó emisarios a Ariovisto, proponiéndole una reunión, para discutir el asunto, pero Ariovisto se negó, diciendo que no confiaba en César, y era muy costoso trasladar a su ejército al sur. César le respondió diciéndole que entonces él pasaría a ser su enemigo, debido a los agravios que le había provocado a los aliados de Roma, y haberse negado a entrevistarse con sus aliados, cuya alianza tanto él había pedido.
César se enteró de que Ariovisto amenazaba con tomar Vesontio, la principal ciudad de los sécuanos, que además era una plaza fortificada fácil de defender, por lo que César marchó con sus legiones e impidió que fuera tomada. En Vesontio, los soldados de César comenzaron a temer a los germanos, a excepción de la décima legión en la que César confiaba, pero este temor se esfumó cuando Ariovisto le pidió a César una entrevista con la condición de que ambos bandos llevaran únicamente jinetes, de manera que fuera difícil tender una emboscada.
Al llegar el día señalado, César y Ariovisto se entrevistaron, pero la reunión fue inútil, ya que la caballería de Ariovisto atacó a la romana en medio de la entrevista, por lo que César se retiró, y ordenó a sus caballeros que no atacaran para que después no circulase el rumor de que él había comenzado con la batalla. Unos días después, Ariovisto pidió a César que mandara emisarios para seguir negociando, pero, a la llegada del emisario romano, fue arrestado por Ariovisto.

#### Batalla de Vosgos
Tras el fracaso de las negociaciones, César ubicó sus legiones en dos campamentos, uno de los cuales fue atacado sin éxito por la caballería de Ariovisto, mientras se construían y se instalaban las tropas. César preguntó a los prisioneros por qué Ariovisto no atacaba el campamento central con todo su ejército, y estos respondieron que era porque su religión no les permitía entablar combate antes de la luna llena.
Aprovechando la desventaja psicológica de los germanos, César marchó con sus legiones hacia el campamento enemigo, consiguiendo su flanco izquierdo imponerse con celeridad, el flanco derecho en cambio hubo de ser reforzado para poder alzarse con la victoria. Cuando supieron el resultado de la batalla al otro lado del Rin, los suevos desistieron de cruzar el río y seguir conquistando la Galia.

### Conflicto con los belgas
En 57 a. C. César volvió a intervenir en un conflicto entre las tribus galas cuando marchó contra los belgas, quienes habitaban en la zona que hoy en día conforma aproximadamente el territorio de Bélgica y además habían atacado a una tribu aliada de Roma. El ejército romano sufrió un ataque por sorpresa mientras acampaba cerca del río Sambre y estuvo a punto de ser derrotado, pero logró rearmarse gracias a su mayor disciplina y a la intervención de César en persona durante el conflicto. Los belgas sufrieron grandes pérdidas y finalmente se rindieron cuando vieron que era imposible lograr la victoria.

### Expediciones punitivas

Un mapa de Galia donde pueden apreciarse todas las tribus y ciudades mencionadas en la guerra de las Galias.

Al año siguiente, 56 a. C., César centró su atención en las tribus de la costa atlántica, principalmente en la tribu de los vénetos, que habitaban en la región de Armórica (la actual Bretaña). Esta tribu había reunido una confederación de tribus para combatir a Roma. Los vénetos eran un pueblo marítimo y habían construido una flota en el golfo de Morbihan, por lo que los romanos debieron construir galeras y realizar una campaña poco convencional por tierra y mar. Una vez más, César venció a los galos en la batalla del Golfo de Morbihan, y saqueó después el territorio de los derrotados.
Entre 56 y 55 a. C., las tribus germanas de los usípetes y los téncteros (que sumaban de 150 a 180 mil personas, aunque según César eran 400 mil) cruzaron el Rin, y establecieron su campamento en el Mosa. Desde ahí, la caballería germana atacó un campamento romano y mató a unos 6000 romanos. César reunió su ejército y comenzó las negociaciones con los germanos; pero cuando la caballería germana se alejó a pastar, el romano atacó el campamento enemigo, matando o capturando a 100 000 de ellos, su mayoría mujeres, niños o ancianos. En consecuencia, ambas tribus germanas volvieron a su país con los supervivientes.
César condujo sus fuerzas al otro lado del Rin el año 55 a. C. para llevar a cabo una expedición punitiva contra los germanos, con cerca de 40 mil hombres construyó un puente y cruzó el río. Los germanos se retiraron ante el avance romano y no presentaron batalla. El propio César estimaba en 430 mil guerreros germanos la fuerza enemiga aunque hoy se considera una exageración. No obstante los suevos, contra quienes principalmente se había dirigido la expedición, jamás llegaron a ser combatidos.
Posteriormente, César cruzó el canal de la Mancha a la cabeza de dos legiones para realizar una expedición similar contra los britanos. La incursión en Britania casi acabó en desastre cuando el mal clima destruyó gran parte de su flota y la inusual visión de una inmensa cantidad de carros de guerra provocó confusión entre sus tropas. César logró desembarcar y venció en dos batallas a los britanos, pero al no disponer de su caballería como refuerzo y ante la cercanía del invierno, decidió retirarse del suelo britano para reorganizar sus fuerzas y planear una segunda expedición. De los britanos se aseguró una promesa de rehenes, aunque solo dos tribus cumplieron con lo acordado. Tras retirarse, regresó al año siguiente con un ejército mucho mayor que venció a los poderosos catuvellaunos y los forzó a pagar tributo a Roma. El efecto de las expediciones no duró mucho, pero fueron una gran propaganda de las victorias de César. El pueblo de Roma consideraba a este general que había vencido a los extraños britanos y a los belicosos galos y germánicos como el mejor general de la historia, ensombreciendo a Pompeyo Magno, algo que finalmente se volvería en contra de César.
Las campañas del año 55 a. C. y principios del 54 a. C. han causado gran controversia durante muchos siglos. Fueron incluso controvertidas en la época de los contemporáneos de César, y en especial entre sus opositores políticos, quienes las censuraron como un costoso ejercicio destinado al engrandecimiento personal. En épocas modernas, los expertos se han dividido entre quienes critican el claro plan imperialista de César y quienes defienden los beneficios generados en la Galia por medio de esta expansión del poderío romano.

### Consolidación y rebeliones

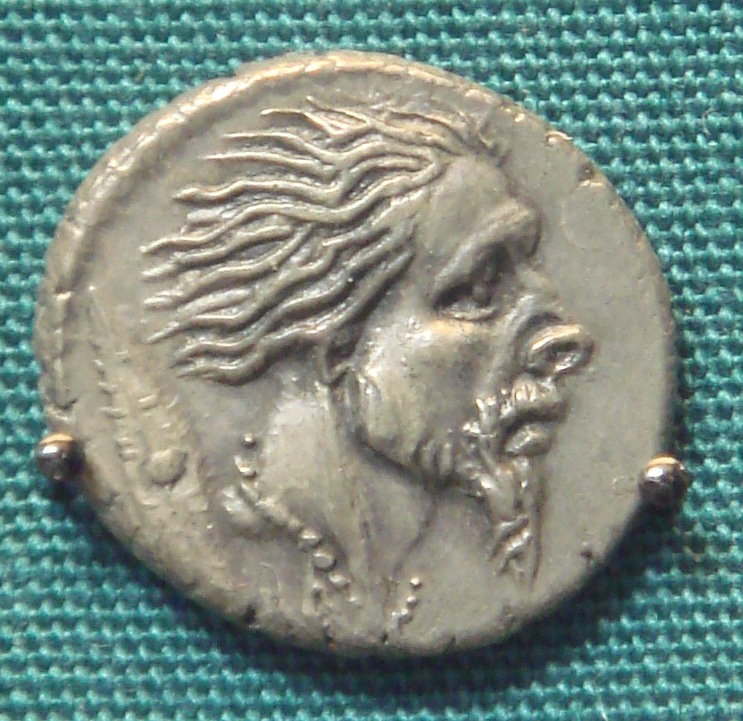
Un denario de plata romano con la cabeza de un galo cautivo en, luego de las campañas de César.

En el invierno de 54 a. C.-53 a. C. el descontento entre los galos subyugados provocó un gran levantamiento, cuando los eburones del noreste de Galia se rebelaron bajo su líder, Ambíorix. Quince cohortes romanas fueron aniquiladas en Atuátuca (Atuatuca Tungrorum, la actual Tongeren en Bélgica) y una guarnición comandada por Quinto Tulio Cicerón logró sobrevivir al ser socorrida por César justo a tiempo. El resto de 53 a. C. se ocupó con una campaña punitiva contra los eburones y sus aliados, de quienes se dice que fueron prácticamente exterminados por los romanos.

#### Revuelta de Vercingetórix
En el año 52 a. C., el jefe averno Vercingetórix se rebeló uniendo a todos los pueblos galos bajo su mando, a excepción de los heduos, a quienes su magistrado Divicíaco mantenía aliados a Roma. Vercingetórix y sus galos decidieron no realizar enfrentamientos directos, sino utilizar la táctica de tierra quemada. Al enterarse Julio César, que se encontraba en la Galia Cisalpina, cruzó los Alpes para encontrarse con que Vercingetórix invadía la Galia Transalpina, mientras que los habitantes romanos de la Galia sometida por César eran asesinados. Julio César marchó con dos legiones a Narbona, capital de la Transalpina, y envió al legado Tito Labieno al norte para someter a los rebeldes de la región. Los que iban a invadir la Trasalpina, comandados por Lucrecio, al ver que César los enfrentaría, retrocedieron en busca de Vercingetórix. Julio César aprovechó esto tomando las ciudades de las tribus rebeldes del sur de Galia, principalmente las de los carnutes y alobogres. Entonces, Vercingetórix decidió quemar todas las ciudades galas que fueran difíciles de defender para privar así de suministros a César. El jefe galo ordenó a la tribu de los biturigues que abandonaran y quemaran su capital, Avárico. Sin embargo, estos confiaban en sus murallas y se negaron. Ante esto, Vercingetórix acampó fuera de la población, pero no pudo impedir el sitio de los romanos. Los romanos construyeron murallas a lo largo de su campamento, mientras que los biturigues alzaban sus murallas a medida que las torres de asedio romanas eran construidas. Un día lluvioso, cuando los biturigues menos se lo esperaban, Julio César atacó la ciudad, y pudo tomarla tras unas horas de combate. Este triunfo le permitió recoger todas las provisiones que necesitaba.
Tras la batalla de Avárico, Vercingetórix, que estaba a unos cuantos miles de pasos de la ciudad se retiró a la capital de los avernos, Gergovia, una ciudad situada en una colina de difícil acceso, y protegida por un muro, y doscientos mil soldados galos. César tomó seis legiones y marchó hacia Gergovia, pero se encontró con que Vercingetórix había quemado todos los puentes que había sobre el río Liger, por lo que se le dificultaba el acceso a Gergovia, ya que en caso de querer construir un puente, sería destruido por las tropas galas que estaban al otro lado del río, cerca de Gorgobina. Entonces, Julio César envió a la mitad de su ejército hacia el sur, para que el enemigo pensara que se estaba retirando. Al ver esto, los galos marcharon hacia el sur para impedir que se construyera un puente allí. Entre tanto, Julio César y la otra mitad del ejército construyeron un puente y cruzaron el río. Al día siguiente, cuando los galos se enteraron, fueron a enfrentarse con César, dejando paso libre por el río a la otra mitad de los romanos. Al saber que estos últimos también estaban en ese lado del río, los galos huyeron a Gergovia. Cuando Julio César llegó a Gergovia, instaló dos campamentos, uno al pie de la cuesta y el otro en la mitad de esta. Julio César esperaba recibir ayuda de sus aliados heduos, pero resultó que su magistrado Divicíaco había muerto y que el nuevo jefe no era muy capaz. Los enemigos políticos del nuevo magistrado decidieron aliarse a Vercingetórix e inventaron que Julio César había asesinado a algunos nobles heduos, y les dijeron a los refuerzos que debían llevarle a Vercingetórix la cabeza de César. Cuando los heduos se acercaban, Julio César, por medio de espías se enteró de lo planeado, y marchó hacia el campamento heduo con los nobles que según decían algunos, él había asesinado. Al ver que estos estaban vivos, se disculparon ante Julio César y se le unieron.
Tras esto, César observó que no sería difícil tomar una posición ventajosa más cercana a la ciudad. Entonces, ordenó atacar a la pequeña guarnición gala que se encontraba allí. Cuando la venció, ordenó a sus soldados retirarse para no hacer que combatieran en terrenos desventajosos, pero solo la caballería y la décima legión le obedecieron, ya que el resto, ansiando una victoria rápida, cargaron hasta las propias murallas de la ciudad. El grueso del ejército galo salió a su encuentro y poco a poco los romanos fueron cayendo. Viendo esto, Julio César, envió a la legión que había dejado de reserva en su campamento para que se colocase cerca de los galos, y así proteger a las legiones que habían desobedecido al general romano, y facilitarles la retirada. Finalmente, Julio César logró retirar de la zona de combate al ejército que había atacado por sí solo, al que al día siguiente le explicaría que si desobedecían nunca podrían derrotar a los galos de Vercingetórix. En los días siguientes, solo hubo escaramuzas de jinetes. Mientras, en el país de los heduos, su magistrado decidió aliarse a Vercingetórix. Entonces, César, tras un combate favorable de la caballería, se retiró hacia el país de los heduos, pero no pudo evitar que entraran a la confederación gala de Vercingetórix. Los galos eran poderosos debido a su inmensa caballería, por lo que César pidió a sus aliados germanos que colaboraran con algunos caballos, ya que podía usar legionarios como jinetes de caballería. Así, Julio César logró obtener una inmensa caballería, y colocó sus tropas en una planicie cerca de la ciudad fortificada de Alesia. Los galos posicionaron su caballería en una colina cercana, y César decidió atacarlos, marchando con su caballería así como una legión oculta. Cuando los jinetes enemigos atacaron, los legionarios se dejaron ver, y con sus arqueros mataron a muchos de los galos, quienes huyeron en desbandada al campamento de la infantería de Vercingetórix. Este, viendo la derrota de sus jinetes, decidió refugiarse en Alesia, esperando que pasara lo mismo que en Gergovia.
Cuando Vercingetórix llegó a Alesia, envió a unos soldados suyos a pedir refuerzos a los galos, ya que solo disponía de ochenta mil hombres. César, que lo estaba persiguiendo, al ver las fortificaciones de la ciudad gala, dejó de lado la idea de atacarla y optó por sitiarla. Para ello construyó siete campamentos fortificados, apoyados por reductos en los puntos claves. Luego, construyó un foso de seis pasos de profundidad sobre toda la circunferencia de Alesia para impedir la huida de los sitiados y al lado del foso, construyó una muralla de tres pasos de altura. Para impedir la llegada de refuerzos a los sitiados, construyó, a cien pasos de la otra muralla, tres fosos de seis pasos de profundidad, y una muralla de tres pasos de altura, situada encima de un terraplén de otros cuatro pasos de altura. A las murallas, les colocó una torre cada veinte pasos y de diez pasos de altura. La muralla interior, aproximadamente, medía dieciséis mil pasos de longitud, mientras que la exterior medía veintiséis mil. Debido a la escasez de víveres, los sitiados expulsaron a las mujeres y a los niños para ahorrar provisiones. Tras varias semanas, llegaron cuatrocientos mil galos de refuerzo comandados por Comio, un aliado de Vercingetórix, también de origen averno. Comio realizó algunas escaramuzas de caballería que fracasaron, así que decidió utilizar su inmensa infantería para atacar a César. A media noche, avanzaron los cuatrocientos mil hombres de Comio hasta la muralla que guarnecía a los cincuenta mil hombres de César. Al llegar, hicieron ruido, para que los sitiados salieran de Alesia y atacaran. Así se hizo, pero después de rellenar el foso, se retiraron.
Al día siguiente, Comio, dividió a su ejército en dos, para que una parte atacara a la muralla romana, y la otra marchó hacia una sección de la circunferencia que, por la naturaleza del terreno, los romanos no habían podido fortificar. Mientras Vercingetórix salía de la ciudad, obligando a Julio César a combatir, no solo quintuplicado en número, sino a hacerlo por ambos flancos. El fuerte romano no protegido estaba defendido por dos legiones comandadas por el legado Labieno. Sin embargo, cuando la muralla fue quemada por los galos, Julio César tuvo que pelear en desventaja, y decidió ir en ayuda de Labieno, quien estaba siendo atacado por varios flancos. Entonces, César, envió al legado Marco Antonio con la caballería y dos legiones a salir del campamento por la parte que no estaba siendo atacada, y que atacara por la retaguardia a los galos de Comio, quienes, al ver a Antonio y sus jinetes, huyeron en desbandada, y los galos se rindieron, junto a su jefe, que fue apresado.
En el año siguiente, 51 a. C., se produjeron campañas de pacificación contra los carnutes y los belóvacos. En el 50 a. C. persistió la resistencia, en Uxeloduno, que fue rendida por César después de cortar su aprovisionamiento de agua. Se trataba de tareas de "limpieza" y rebeliones menores, pero el control de Roma sobre Galia no se vio comprometido seriamente hasta el siglo II.

## Análisis de la estrategia
El triunfo romano en la guerra de las Galias se debió a una combinación de astucia política, campañas efectivas, y una mayor capacidad militar que sus oponentes galos. A esto hay que sumar actos puntuales de suma crueldad contra la población civil, calculados para provocar sometimientos por pánico. César también llevó a cabo una política de «divide y conquista» para acabar con sus enemigos, poniéndose del lado de tribus individuales durante sus disputas con oponentes locales. Reunió de forma sistemática información sobre las tribus galas para identificar sus características, debilidades y divisiones, lo que a su vez le permitiría poder librarse de ellas.
Muchos soldados de las tropas de César eran galos, así que el conflicto no fue sencillamente una guerra entre romanos y galos. Ciertamente su ejército era una entidad cosmopolita en extremo. Su núcleo constaba de seis, más tarde diez, legiones de infantería pesada, con el apoyo del equivalente a dos más en campañas posteriores. Dependía de aliados extranjeros para su caballería e infantería ligera, reclutándolos entre las tribus numidias, cretenses, hispanas, germánicas y galas. César empleaba sus fuerzas de manera sumamente efectiva, estimulando el orgullo de las unidades individuales para que realizasen un mayor esfuerzo.
Los oponentes galos de César eran considerablemente menos hábiles que los romanos en términos militares. Podían disponer de inmensos ejércitos pero sufrían falta de flexibilidad y disciplina. Los guerreros galos eran oponentes feroces y esto les reportaba la admiración de los romanos, pero carecían de disciplina en el campo de batalla. Sus tácticas estaban restringidas a cargar en masa sobre sus enemigos, y su falta de cohesión los volvía incapaces de ser eficaces durante los enfrentamientos. Tampoco tenían un apoyo logístico y no podían permanecer en el campo tanto tiempo como los romanos.
Por otro lado, también es posible que la derrota gala se debiera a la enorme debilitación sufrida por varias de sus generaciones a causa de la constante guerra contra los invasores germánicos, a los que solo pudieron contrarrestar a costa de la pérdida de grandes cantidades de guerreros.

## Legados cesarianos
- Cayo Antistio Regino.— Mencionado como encargado de una leva,[20] en la batalla de Alesia custodiando una colina [21] y acuartelado con una legión junto a los ambivaretos.[22]

## La guerra de las Galias en la literatura y la cultura
La principal fuente histórica acerca de la guerra de las Galias es la obra Comentarios a la guerra de las Galias del propio Julio César, uno de los mejores ejemplos que aún se conservan de prosa en latín sin adornos. Con el paso del tiempo, se convirtió en objeto de intenso estudio por parte de los latinistas y una de las fuentes clásicas en prosa que se utilizan tradicionalmente como textos para la enseñanza del latín moderno.
La guerra de las Galias se transformó en un trasfondo popular para la ficción histórica moderna, en especial en Francia e Italia. Claude Cueni escribió una novela semihistórica, El druida del César, sobre un druida ficticio, sirviente de César, quien guardaba el registro de las campañas de César. Además, el cómic Astérix transcurre poco después de la guerra de las Galias.
Julio César solo menciona dos militares de baja graduación, dos «centuriones excepcionalmente valientes», Tito Pulón y Lucio Voreno (libro V, cap. 44). Estos dos personajes protagonizan la serie de televisión Roma, de HBO, cuyos eventos comienzan justo tras la batalla de Alesia: Tito Pullo y Lucio Voreno.

### Antigua
- César, Cayo Julio (1798). Guerra de las Galias. Obra completa. Traducción a cargo de Valentín García Yebra, 3 volúmenes bilingüe Latín. Madrid: Editorial Gredos.

1. Volumen I: Libros I-II-III. 2.ª ed. revisada. 2.ª Reimpresión, 1996. ISBN 978-84-249-3547-4.
2. Volumen II: Libros IV-V-VI. 2.ª edición, 1996. ISBN 978-84-249-1020-4.
3. Volumen III: Libro VII. 2.ª edición, 1989. ISBN 978-84-249-1021-1.

- –. Guerra de las Galias. Obra completa. Traducción a cargo de Valentín García Yebra, 2 volúmenes anotados Latín. Madrid: Editorial Gredos.

1. Volumen I: Libros I-II-III-IV. 9.ª edición revisada, 1999. ISBN 978-84-249-3388-3.
2. Volumen II: Libros V-VI-VII. 9.ª edición, 1997. ISBN 978-84-249-3389-0.

- Plutarco. Vidas paralelas. Obra completa. Volumen VI: Alejandro & César; Agesilao & Pompeyo; Sertorio & Eumenes. 2007. Madrid: Editorial Gredos. ISBN 978-84-249-2881-0.

### Moderna
- Gilliver, Kate (2002). Caesar's Gallic Wars 58-50 BC. Londres: Osprey Publishing. ISBN 0-415-96858-5.
- Goldsworthy, Adrian (2004). In the name of Rome: The Men Who Won the Roman Empire. Londres: Phoenix Press. ISBN 0-7538-1789-6.
- Holland, Tom (2005). Rubicón: Auge y caída de la República Romana. Barcelona: Planeta. ISBN 0-385-50313-X.
- Matyszak, Philip (2004). The enemies of Rome: from Hannibal to Attila the Hun. London : Thames & Hudson. ISBN 0-500-25124-X.